# Манарола (Ла Специја)
Манарола је насеље у Италији у округу Ла Специја, региону Лигурија.
Према процени из 2011. у насељу је живело 398 становника. Насеље се налази на надморској висини од 52 м.